# ハインリヒ・マティ
ハインリヒ・マティ（Heinrich Mathy、1883年4月4日-1916年10月2日）はドイツの海軍軍人。
マンハイムの金融課一族に生まれ、1898年に海軍に入隊。1913年から海軍大学で飛行船運用を学び、ペーター・シュトラッサーの意向により1915年に海軍飛行船隊に異動。
1915年4月4日、マティは飛行船「L9」で自身初のイギリス爆撃を行った。この時「L9」はウォールセンド、ブライスを攻撃した。
同年8月8日から9日の夜、マティ大尉は飛行船「L13」を指揮してロンドン爆撃を成功させ、53万4287ポンドの損害を与えた。これは戦争中にドイツの飛行船がイギリスに与えた損害の3分の一にあたる額である。
1916年3月末、マティの「L13」は対空砲火により大破。その後マティは新鋭のR級「L31」の艦長となり、8月24日にロンドン攻撃を成功させて13万ポンドの損害を与えた。9月23日、他3隻のR級とともにロンドン攻撃に出撃。この時は2隻が失われ、マティ大尉の「L31」のみがロンドン爆撃に成功して帰還した。
10月1日、マティ大尉の「L31」を含め11隻がイギリス攻撃に出撃。「L31」はロンドンに近づいたところで対空射撃を受けて攻撃を断念し、退避を図った。その時、「L31」はイギリス陸軍航空隊第39飛行隊のB.E.2（テンペスト少尉機）に捕捉、攻撃され、撃墜されてマティ以下全員が戦死した。